# Туларе (округ)
Тула́ре (англ. Tulare County) — округ на юге центральной части штата Калифорния, США. Население округа по данным переписи 2010 года составляет 442 179 человек. Административный центр — город Висейлия.

## География
Общая площадь округа равняется 12 530 км², из которых 12 490 км² составляет суша и 40 км² (0,3 %) — водные поверхности. Граничит с округом Фресно (на севере), округом Иньо (на востоке), округом Керн (на юге) и округом Кингс (на западе).
На территории округа полностью расположен национальный парк Секвойя и частично расположен национальный парк Кингс-Каньон. На границе с округом Иньо находится гора Уитни — самая высокая точка хребта Сьерра-Невада.

## Население

Возрастно-половая пирамида населения округа Туларе (на 2000 год)

По данным переписи 2000 года, население округа составляет 368 021 человек. Плотность населения равняется 29 чел/км². Расовый состав округа включает 58,1 % белых; 1,6 % чёрных или афроамериканцев; 1,6 % коренных американцев; 3,3 % азиатов; 0,1 % выходцев с тихоокеанских островов; 30,8 % представителей других рас и 4,6 % представителей двух и более рас. 50,8 % из всех рас — латиноамериканцы. Для 56,3 % населения родным языком является английский; для 38,9 % — испанский и для 1,1 % — португальский.
Из 110 385 домохозяйств 44,9 % имеют детей в возрасте до 18 лет, 58,1 % являются супружескими парами, проживающими вместе, 14,5 % являются женщинами, проживающими без мужей, а 21,1 % не имеют семьи. 17,1 % всех домохозяйств состоят из отдельно проживающих лиц, в 7,7 % домохозяйств проживают одинокие люди в возрасте 65 лет и старше. Средний размер домохозяйства составил 3,28, а средний размер семьи — 3,67.
В округе проживает 33,8 % населения в возрасте до 18 лет; 10,6 % от 18 до 24 лет; 27,6 % от 25 до 44 лет; 18,2 % от 45 до 64 лет и 9,8 % в возрасте 65 лет и старше. Средний возраст населения — 29 лет. На каждые 100 женщин приходится 100 мужчин. На каждые 100 женщин в возрасте 18 лет и старше приходится 97,7 мужчин.
Средний доход на домашнее хозяйство составил $33 983, а средний доход на семью $36 297. Доход на душу населения равен $14 006.
Динамика численности населения по годам:
| 1950    | 1960    | 1970    | 1980    | 1990    | 2000    | 2010    |
| ------- | ------- | ------- | ------- | ------- | ------- | ------- |
| 149 264 | 168 403 | 188 322 | 245 738 | 311 921 | 368 021 | 442 179 |